# Laurent Esso
Pour les articles homonymes, voir Esso.
Laurent Esso (né le 10 août 1942 à Douala), est un magistrat et homme d'État camerounais. À la tête de plusieurs ministères depuis 1996 (justice, défense, affaires publiques et affaires étrangères), il redevient ministre de la justice le 9 décembre 2011, fonction qu'il occupe encore aujourd'hui.

## Études
Il étudie à l’université de Yaoundé et poursuit sa formation à l’École nationale d'administration et de magistrature (ENAM).

## Carrière
Il devient magistrat en 1969. Il est procureur auprès de la cour d'appel de l'ouest à Bafoussam. En 1982, il devient secrétaire du Conseil supérieur de la magistrature.

### Fonctions à la présidence
En mars 1982, il est nommé conseiller technique au secrétariat général à la présidence de la République.
Le 4 février 1984, un décret présidentiel le nomme conseiller spécial à la présidence de la République, fonction où il demeure jusqu'au 23 août 1985.
En 1986, il devient le chancelier de l'université de Yaoundé.

### Retour à la présidence
Le 9 décembre 2011, il est de nouveau nommé ministre de la Justice et garde des Sceaux dans le gouvernement de Philémon Yang.

### Affaire Martinez Zogo
Le 14 février 2023, le commissaire du gouvernement du tribunal militaire réclame un complément d'enquête au secrétariat d’État à la Défense (SED), dans l’affaire Martinez Zogo. Un journaliste enlevé le 17 janvier 2023 et dont le corps sans vie est retrouvé cinq jours plus tard, en périphérie de Yaoundé. Laurent Esso a en effet été cité par le lieutenant-colonel Justin Danwe, chef du commando présumé responsable du kidnapping et de l’exécution du journaliste. Le tribunal militaire demande l'audition de Laurent Esso dans cette affaire,.